# Le Pacte (film, 2011)
Pour les articles homonymes, voir Le Pacte.
Pour plus de détails, voir Fiche technique et Distribution.
Le Pacte ou En quête de justice au Québec (Seeking Justice) est un film américain réalisé par Roger Donaldson, sorti en 2011.

## Synopsis
Will Gerard est un professeur d'anglais. Sa vie bascule lorsque sa femme Laura est violemment agressée par un violeur récidiviste récemment relâché. Pendant qu'elle est dans son lit d'hôpital, un inconnu nommé Simon vient lui rendre visite. Il propose alors à Will de venger sa femme plutôt que d'attendre que la police arrête le coupable. Encore sous le choc de l'accident, Will accepte cette proposition qui, malheureusement, l'entraîne six mois plus tard dans un engrenage infernal...

## Fiche technique
Sauf indication contraire, les informations mentionnées dans cette section peuvent être confirmées par la base de données cinématographiques IMDb,  présente dans la section « Liens externes ».
- Titre original : Seeking Justice[1]
- Titre français : Le Pacte
- Titre québécois : En quête de justice
- Réalisation : Roger Donaldson
- Scénario : Robert Tannen, d'après une histoire de Todd Hickey et Robert Tannen
- Direction artistique : Kelly Curley
- Décors : J. Dennis Washington
- Costumes : Caroline Eselin (it)
- Photographie : David Tattersall
- Musique : J. Peter Robinson
- Montage : Jay Cassidy
- Production : Ram Bergman, Tobey Maguire, James D. Stern
  - Coproduction : Lucas Smith
  - Production déléguée : Julie Goldstein, Douglas Hansen, Christopher Petzel, Jenno Topping (en)
  - Production exécutive : David Pomier
- Sociétés de production : Endgame Entertainment, Maguire Entertainment et Ram Bergman Productions et Fierce Entertainment
- Sociétés de distribution : Anchor Bay Films[1] (États-Unis) ; Société nouvelle de distribution[2](France) ; Ascot Elite Entertainment Group (Suisse)
- Budget : 30 millions de dollars[2]
- Pays d'origine :  États-Unis
- Langue originale : anglais
- Format : couleur - 2,35:1 - 35 mm
- Genre : thriller
- Durée : 105 minutes
- Dates de sortie[3] :
  -  Italie : 2 septembre 2011
  -  Belgique : 28 décembre 2011
  -  France : 4 janvier 2012
  -  États-Unis : 16 mars 2012

## Distribution
Sauf indication contraire, les informations mentionnées dans cette section peuvent être confirmées par la base de données cinématographiques IMDb,  présente dans la section « Liens externes ».
- Nicolas Cage (VF : Dominique Collignon-Maurin) : Will Gerard
- January Jones (VF : Nathalie Karsenti) : Laura Gerard
- Guy Pearce (VF : Jean-Michel Fête) : Simon
- Jennifer Carpenter (VF : Vanina Pradier) : Trudy
- Xander Berkeley (VF : Bernard Métraux) : le lieutenant Durgan
- Harold Perrineau Jr. (VF : Sidney Kotto) : Jimmy
- Monica Acosta : Audubon Zoo Visitor
- Robert "IronE" Singleton : Scar
- Joe Chrest (VF : Max Aulivier) : détective Rudeski
- David Jensen : Gas Attendant
- Donna Duplantier : Gina
- Mike Pniewski (VF : Franck Capillery) : Gibbs
- Marcus Lyle Brown (VF : Jean-Baptiste Anoumon) : détective Green
- Jason Davis (VF : Grégory Sengelin) : Leon Walczak / Alan Marsh
- Brett Gentile (VF : Tony Joudrier) : Bourdette
- Kathleen Wilhoite : La mère[4]

Source et légende : version française (VF) sur Voxofilm

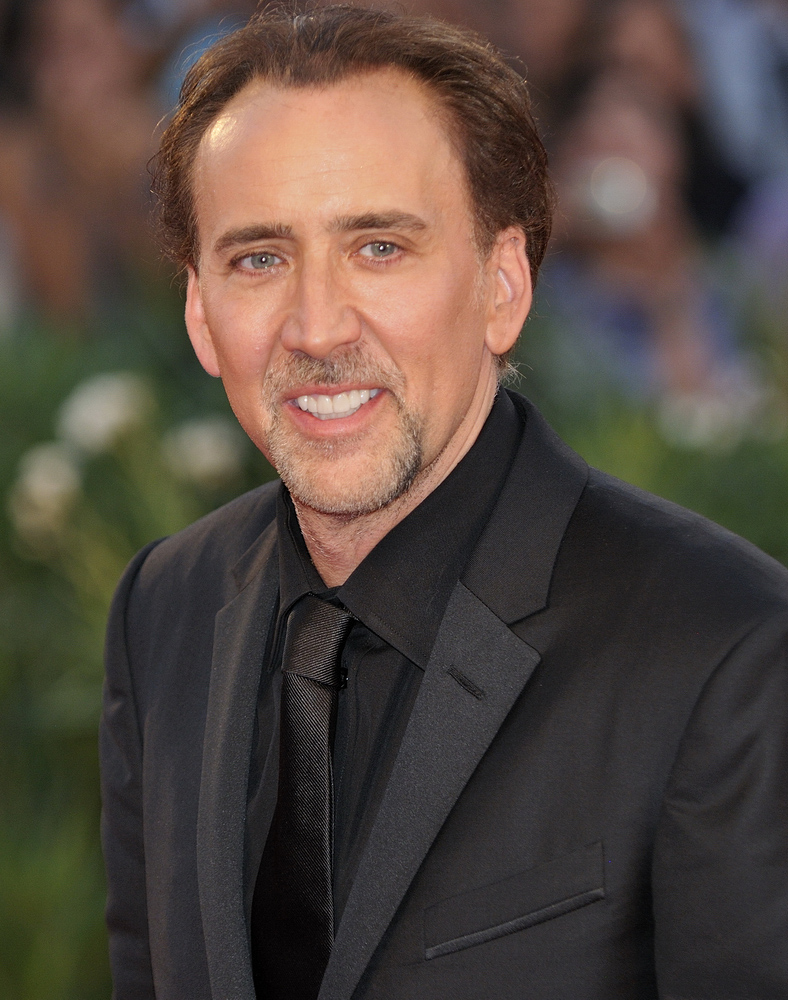
Nicolas Cage interprète Will Gerard.
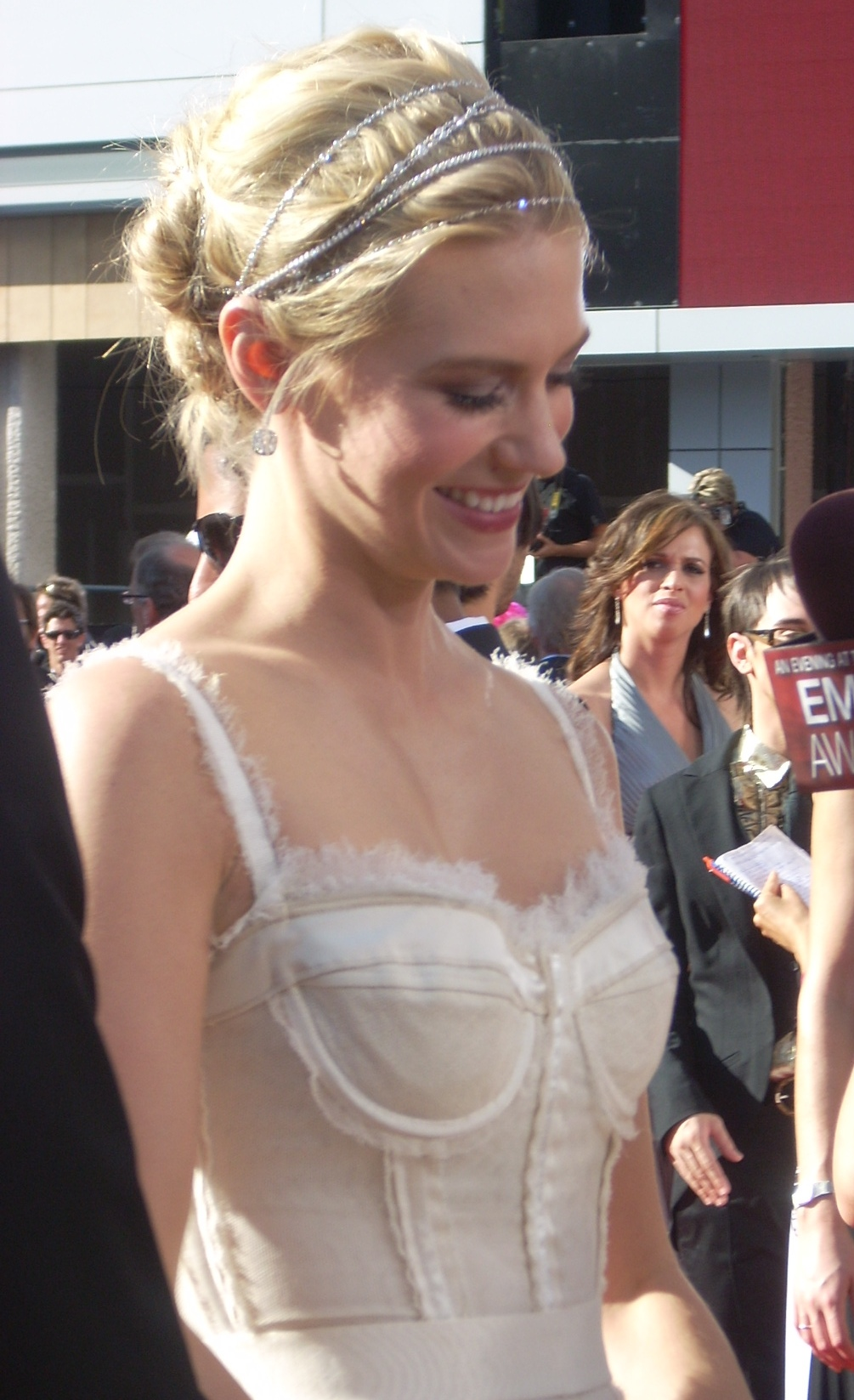
January Jones interprète Laura Gerard.
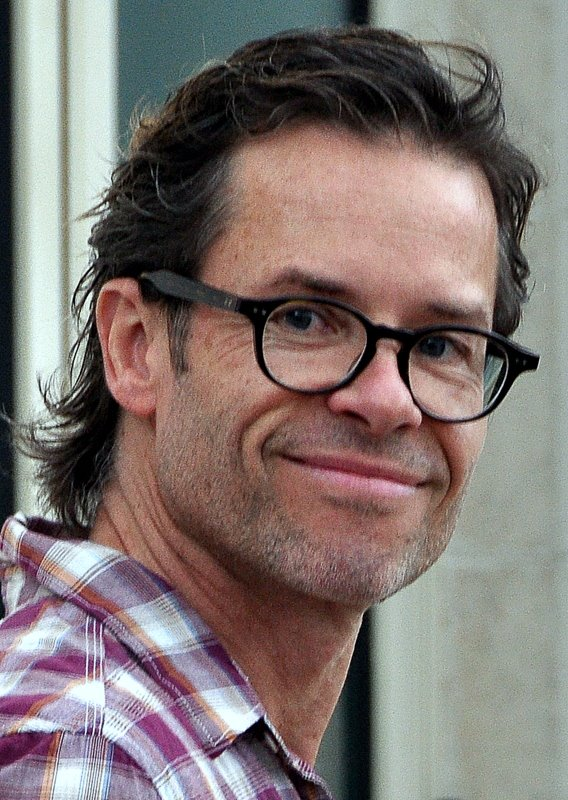
Guy Pearce interprète Simon.
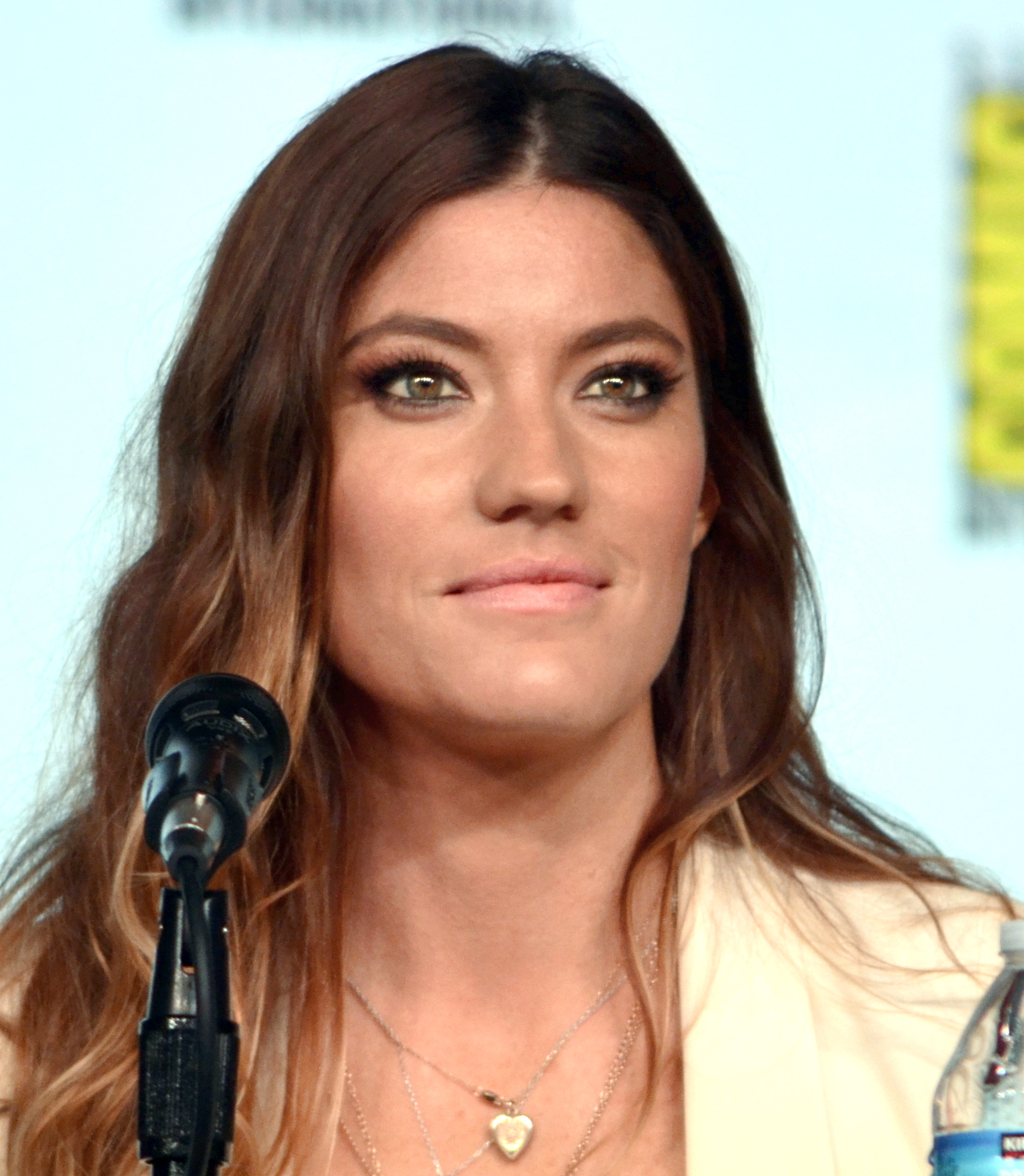
Jennifer Carpenter interprète Trudy.

## Production
Le tournage se déroule du 2 décembre 2009 au 9 février 2010, à La Nouvelle-Orléans.

## Accueil

### Box-office
| Pays                     | Box-office      |
| Box-office Monde         | 12 355 798 $    |
| Box-office international | 11 944 052 $    |
| Box-office États-Unis    | 411 746 $       |
| Box-office France        | 526 681 entrées |

## Distinction
Lors des Razzie Awards 2013, Nicolas Cage est nommé dans la catégorie pire acteur, également pour Ghost Rider 2 : L'Esprit de vengeance.